# Mercado la Acocota
El Mercado "Carmen Serdán" comúnmente llamado "La Acocota" es un tradicional mercado del Barrio de la Luz, con una extraordinaria variedad de productos frescos. Está ubicado entre las calles 4 y 6 Oriente y la 16 y 18 Norte, en la Ciudad de Puebla, México.
En el patrón de Analco de 1773 hay dos cuadras que se nombran calle del Cocote y Calle 2.ª del Cocote respectivamente, en el Libro de los Censos del mismo año se mencionan como situados en la acera Sur de esta calle los solares de Doña Felipa "la Cocota". La palabra azteca "cocotl" significa garganta y como apodo de una persona tal vez equivale a comilón o comelón. La forma desfigurada de Calle de la Acocota, se lee en los padrones de 1832 y 1902, en 1845 y 1847, en la Guía de 1852 y en todos los planos y nomenclaturas del siglo XX, desde el plano de 1908. También se sabe por la Guía de Forasteros de 1852, que había 9 cemiteros, es decir, panaderos dedicados a hacer cemitas, y 6 de ellos se encontraban en la calle de "La Cocota". Desde esos años viene ya la tradición de la elaboración de pan típico de Puebla en esa zona, mismo que ahora se vende en el este mercado.
Aquí puede encontrar las tradicionales pastas de mole de diversos tipos: poblano, pipían, de cacahuate, etc. También puede comprar los ingredientes y acudir al molino -cruzando la calle- para elaborar su propia pasta. En el mercado hay puestos de comida preparada con platillos típicos, como las cemitas, las quesadillas o los guisos poblanos.